# Rolshagen
Rolshagen ist ein Ortsteil von Morsbach im Oberbergischen Kreis im südlichen Nordrhein-Westfalen innerhalb des Regierungsbezirks Köln.

## Lage und Beschreibung
In ländlicher, waldreicher Umgebung liegt Rolshagen am südlichsten Zipfel des Oberbergischen Kreises. Die Städte Gummersbach (38 km), Siegen (35 km) sowie Köln (75 km) sind in wenigen Autominuten zu erreichen.

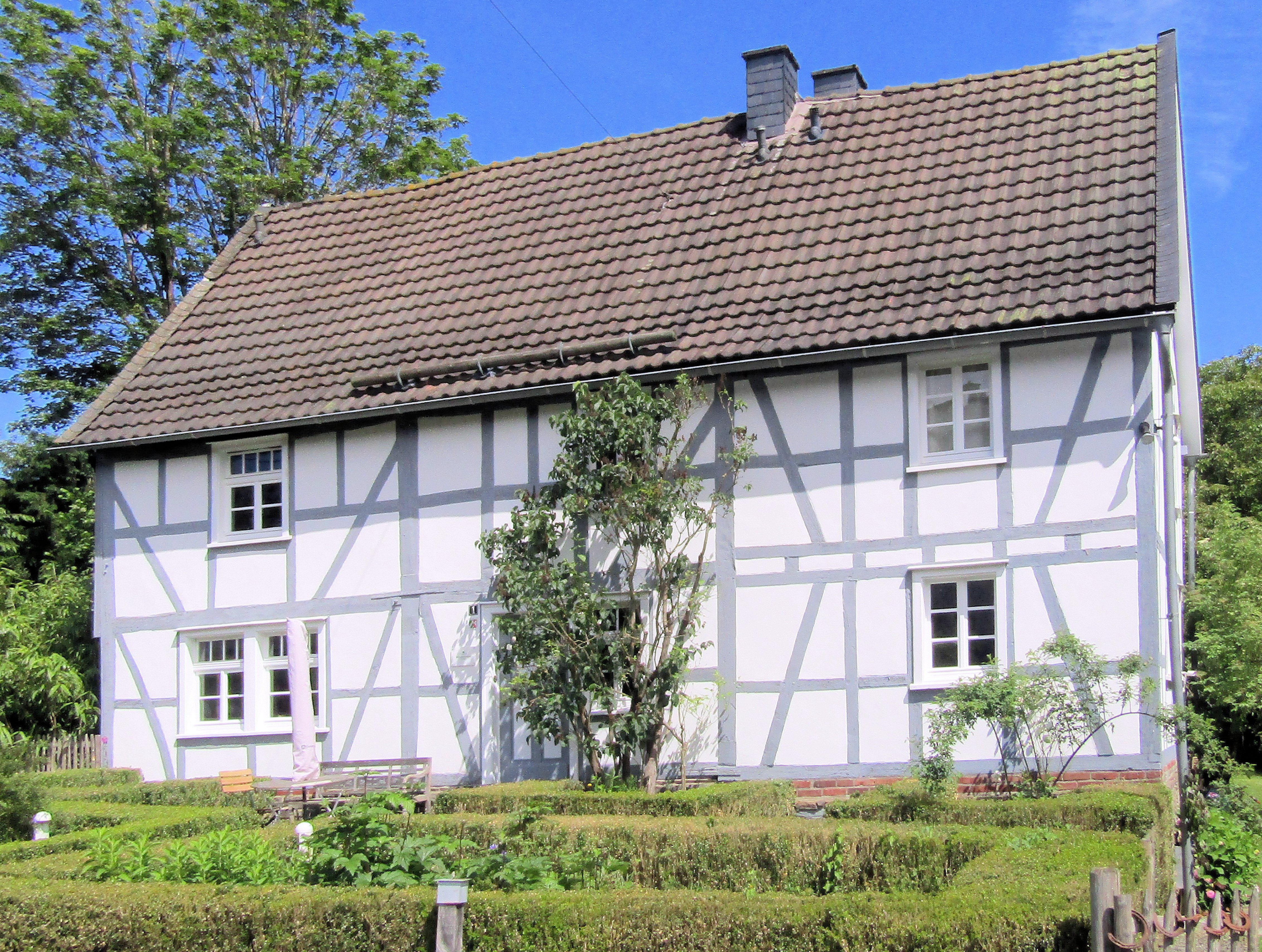
Denkmalgeschütztes Fachwerkhaus Rolshagen 1

Benachbarte Ortsteile sind Wallerhausen im Norden, Niederzielenbach im Osten, Rosengarten im Süden, und Berghausen im Westen. 

## Geschichte

### Erstnennung
1467 wurde der Ort das erste Mal urkundlich erwähnt, und zwar „Roilßhain wird beim bergischen Grenzumgang um das Eigentum Morsbach genannt.“ 
Die Schreibweise der Erstnennung war Roilßhain.

## Freizeit

### Vereinswesen
- Dorfgemeinschaft Rolshagen